# Cayetano Redondo Moreno
Cayetano Redondo Moreno (San Antonio del Táchira, 1 de agosto de 1764 - 13 de junio de 1813) es el héroe epónimo del municipio Bolívar por haber sido Capitán del Ejército Libertador y Jefe del mismo en San Antonio del Táchira. Fue martirizado por el ejército realista el 13 de junio de 1813 por órdenes del realista Juan Bautista Lizón. 

## Biografía
José Cayetano Redondo Moreno hijo de Juan Redondo, hacendado de origen español y de Marta Moreno, mestiza sanantoniense. Fue el segundo de tres hermanos: José Claudio, el mayor, y María Celestina, la menor. 
A la edad de 17 años se inició en la causa de la Independencia al colaborar, junto a su tío José Antonio Redondo y Luis Gutiérrez en el pionero Movimiento Comunero, en el que además participaron las seis amazonas: Jordania González, Rafaela Pineda, Bernardina Alarcón, Salvadora Chacón, Ignacia Chacón y Antonia González, quienes tomaron el estanco del Tabaco y se apoderan de su existencia, en un empeño por la autonomía económica. 
Finalmente el brigadier Simón Bolívar encuentra a Cayetano Redondo Moreno en San Antonio del Táchira el 1 de marzo de 1813 y al día siguiente, el 2 de marzo, le obsequia una espada de plata y acero en la que reza la siguiente inscripción: Simón Bolívar al capitán Cayetano Redondo, la cual reposa actualmente en el Museo Bolivariano de Caracas.
Para mayo de 1813 el Libertador nombra a Cayetano; Jefe de la Valerosa Villa de San Antonio, según se ha verificado en documento del Archivo General del Libertador de fecha 19 de marzo de 1813. Y una vez que Bolívar recibe la autorización del Congreso neogranadino para invadir a Venezuela realiza una última entrevista con Cayetano quien aporta al Ejército de la Campaña Admirable unos cien reclutas. 
El comandante Redondo tuvo la responsabilidad de organizar la resistencia a la invasión que dirigía el capitán realista Bartolomé Lizón, quien desde Maracaibo, se dirigió a San Antonio del Táchira con unos mil hombres como castigo a lo que consideraba grave rebelión cometida contra el monarca español. 
Los sanantonienses lograron organizar el 12 de junio de 1813 aproximadamente 660 hombres, mal equipados, para librar la batalla en inferioridad de condiciones, tanto en armamento como en municiones. Uno a uno cayeron sin vida aquellos jóvenes que valientemente ofrendaron sus vidas en aras de la libertad de Venezuela. 
Después de diez horas de combate, San Antonio estaba casi perdido, por lo que el comandante Cayetano Redondo, tomar él mismo el último cañón que poseían los patriotas y apuntando hacia las filas enemigas hizo que el artillero pegara fuego a la mecha de la mortífera arma que él tenía asida, situación que le dejó herido en el campo de batalla.
En la mañana del 13 de junio de 1813, Bartolomé Lizón, ordenó que lo decapitaran y descuartizaran. Su cabeza y miembros fueron colocados en los cuatro costados del pueblo para escarmiento y temor de sus indómitos habitantes. 
De este heroico relato, se recuerda la templanza que tuvo Marta Moreno, mamá de Cayetano Redondo, quien fue llamada a ver la cabeza de su hijo, freída en aceite y colocada en una bandeja, ante la cual ella, sin derramar una sola lágrima exclamó: “Ha muerto como un patriota. Y si hubiera tenido diez hijos, diez hijos hubieran dado la vida por la patria”, retirándose del lugar donde estaba la cabeza de Cayetano, con gran orgullo por el sacrificio estoico de su hijo. 

## Legado

### Bicentenario de su muerte
El 13 de junio de 2013 el alcalde de San Antonio del Táchira Juan Vicente Cañas Alviarez y el Consejo Legislativo del Estado Táchira realizaron una sesión solemne para conmemorar el bicentenario del martirio de Cayetano Redondo en compañía de los descendientes del capitán. 
Ese día la alcaldía del Municipio Bolívar entregó un reconocimiento especial a la familia Redondo por toda su trayectoria social, a nivel local, nacional e internacional, que siempre ha dejado en alto el gentilicio del pueblo sanantoniense. 
Así mismo, en los días posteriores se organizaron sendas actividades para conmemorar este Bicentenario. La Sociedad Bolivariana del Estado Táchira realizó junto a las autoridades militares de la región una solemne capilla ardiente a los restos simbólicos del Mártir sanantoniense, a quien se le impuso en carácter post mortem la Orden Simón Bolívar. El Orador de Orden fue el presidente de la institución, Dr. Adolfo Sánchez.

### Cátedra Libre Cayetano Redondo
Por su parte, la Universidad de Los Andes, núcleo Táchira, aprobó el 18 de julio de 2013 la creación de la Cátedra Libre Cayetano Redondo para estudios humanitarios y fronterizos, según Oficio CN-520-2013 del Consejo de Núcleo de la Universidad de Los Andes- Táchira Núcleo «Dr. Pedro Rincón Gutiérrez. Dicha Cátedra surge como un proyecto de investigación impulsado por el Grupo de Investigación HEDURE, el Instituto de Estudios Humanitarios de las Naciones Unidas y la Sociedad de Historia de la Educación Latinoamericana (SHELA). Su Coordinador General es el destacado historiador venezolano Dr. José Pascual Mora García y como Secretario Ejecutivo.

## Restos simbólicos

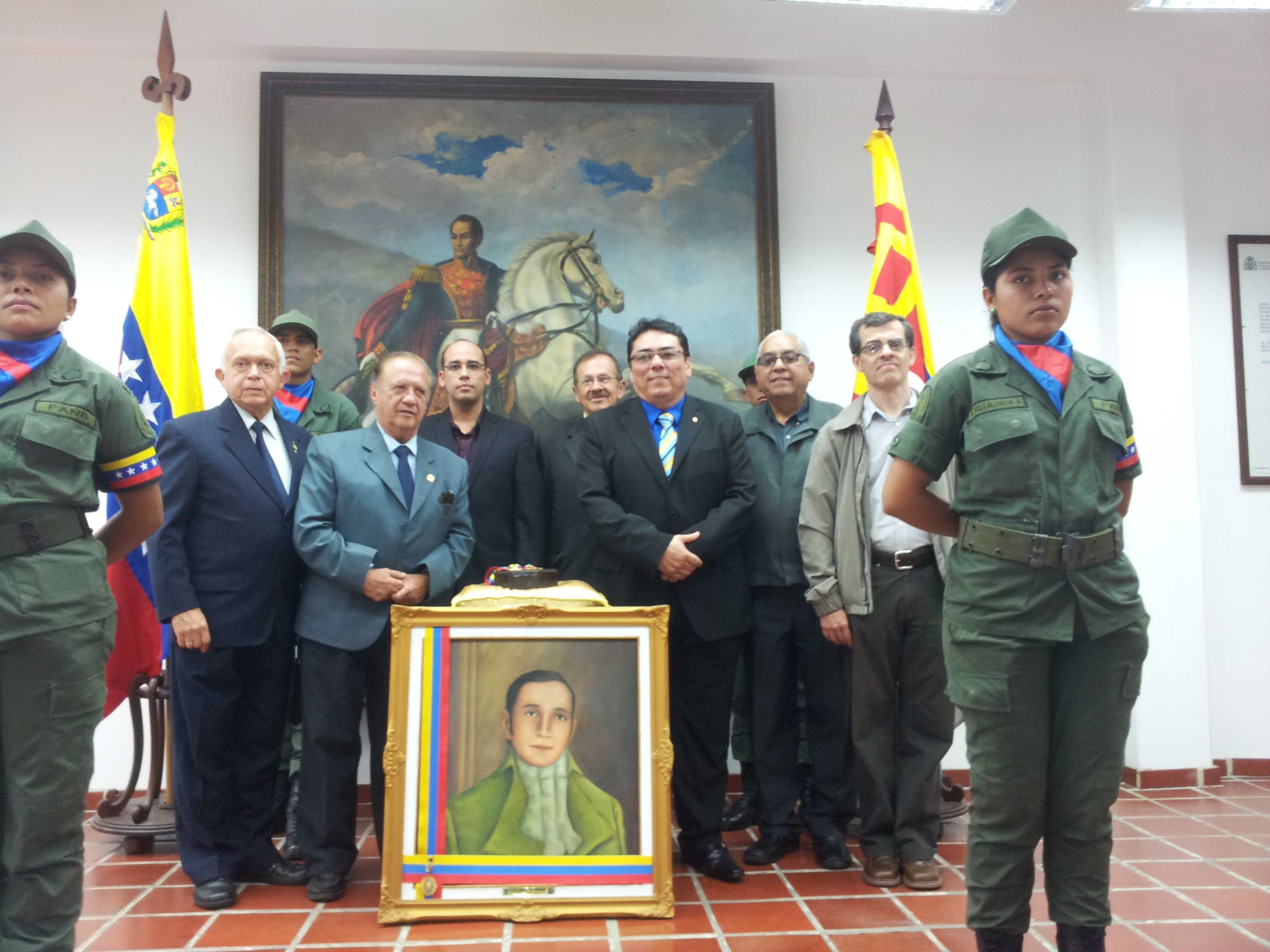
Las autoridades de la Sociedad Bolivariana del Táchira haciendo guardia de honor a los restos simbólicos de Cayetano Redondo

Actualmente el cofre que guarda los restos simbólicos de Cayetano Redondo Moreno se encuentran en la sede de la Sociedad Bolivariana del Estado Táchira.